# Gare de L'Isle-Jourdain (Vienne)
Pour l’article homonyme, voir Gare de L'Isle-Jourdain (Gers).
La gare de L'Isle-Jourdain est une ancienne gare ferroviaire de la ligne de Lussac-les-Châteaux à Saint-Saviol, située à L'Isle-Jourdain, en France.

## Situation ferroviaire
Établie à 135 mètres d'altitude, la gare de Lussac-les-Châteaux est située au point kilométrique (PK) 397,3 de l'ancienne ligne de Lussac-les-Châteaux à Saint-Saviol, entre les gares de Moussac-sur-Vienne et du Vigeant.

## Histoire
La gare est construite entre 1881 et 1885. Un quai pour animaux est aménagé en 1894 dans le cadre des expéditions de bovins, prisées dans les foires locales. L'activité ferroviaire ayant cessé sur la ligne en 1969, le bâtiment désaffecté est racheté par la Ville en 1974. Désormais, c'est un lieu de réunion pour associations.

## Service des voyageurs

### Accueil
Le bâtiment est situé sur la place de l'Ancienne-Gare, au nord de la ville de L’Isle-Jourdain, et plus largement au sud du département de la Vienne.
Autrefois, la gare a évolué autour de 6 voies : 3 pour les voyageurs, 3 autres pour le transport de marchandises,. Une de ces voies n'est destinée qu'à la desserte du dépôt et l'approvisionnement en charbon de l'usine thermoélectrique de Chardes. De couleur blanche, le bâtiment voyageurs s'élève sur 2 niveaux et compte 6 travées de fenêtres.

### Desserte
Gare fermée.